# Sjeverni Wei
Dinastija Sjeverni Wei (kineski: 北魏朝, pinyin: Běi Wèi Cháo), poznata i kao Tuoba Wei (拓拔魏), Kasniji Wei (後魏) ili Yuan Wei (元魏), bila je kineska dinastija koja je vladala sjevernom Kinom od 386. do 534. (de jure do 535.). Potjecala je od Xianbei klana Tuoba čiji su poglavice bili vazali kineskoj državi Cao Wei, potom dinastiji Jin, a potom i raznim Wu Hu državama koje su upravljale sjevernom Kinom u 4. stoljeću, odnosno u razdoblju Šesnaest kraljevstava tijekom koga je i klan Tuoba od 310. do 376. god. imao vlastitu državu državu Dai.

## Povijest
Godine 386. Tuoba Gui, prijestonasljednik države Dai, osnovao je državu s prijestolnicom u Shengleu (današnji Hohhot), koja će poslije postati poznata kao država Wei. Tuoba Gui se upustio u brojne sukobe s državom Kasniji Yan, kojoj će doći glave, uz pomoć snaga Zhang Guna, u Bitci kod padina Canhe 395. god. Odmah nakon ove pobjede osvojio je i prijestolnicu Kasnijeg Yana, Pingcheng, proglasivši sebe carem Daowuom. Tijekom njegove vladavine veliki broj ljudi istočno od Taihangshana (područje države Kasniji Yan) je nasilno preseljen na novoosvojena područja u Datongu, Shanxiju i Hebeiju. Upravo zbog iznimne okrutnosti, cara Daowua je ubio njegov sin, kraljević Tuoba Shao, no njega je svladao kraljević Tuoba Si koji je postao car Mingyuan od Sjevernog Weija. Iako je uspio osvojiti pokrajinu Henan koja je do tada pripadala južnoj dinastiji Liu Song, preminuo je brzo i nasljedio ga je njegov sin, car Taiwu. On je uspio snažno ojačati Sjeverni Wei i nakon što je uspio odbiti Rouransku prijetnju na sjevernoj granici države, pokranuo je rat za ujedinjenjem Kine. Upravo je njemu 439. god. uspjelo ujediniti sjevernu Kinu okončavši tako razdoblje Šesnaest kraljevstava i otpočevši razdoble kasnije poznato kao „Južne i Sjeverne dinastije”.
Razvoj gospodarstva Sjevernog Weija uvelike duguje sposobnim ministrima, ocu i sinu, Cui Hongu i Cui Haou. No, upravo je taoist Cui Hao nakon ugušenja budističkih Gai Wua (盖吴), savjetovao Cara na pogron budista, poznat kao prvi od „Tri Wu katastrofe”. Naposljetku je okrutnog Cara ubio njegov dvorjanin, eunuh Zong Ai 452. god. Uslijedile su borbe za prijestolje iz kojih je kao pobjednik izašao unuk cara Taiwua i sin krunskog princa Tuoba Huanga, Tuoba Jun.
Iako su se prvi vladari Sjevernog Weija, kao pripadnici naroda Xianbei strogo odvajali od svojih Han podanika koji nisu mogli napredovati do značajnijih mjesta u upravi, u drugoj polovici 5. stoljeća car Xiaowen od Sjevernog Weija (vl. 471. – 499.) je sproveo intenzivnu sinizaciju, odnosno nastojanja da se u kulturnom smislu potpuno stope sa svojim kineskim podanicima. To se, između ostalog, odrazilo i kroz mijenjanje imena . U nastojanju da olakša vladavinu multietničkom državom, car Xiaowen je uveo kinesku dvorsku umjetnost, a podanike je čak tjerao da govore isključivo kineski i nose kinesku odjeću. Svoje je Xianbei sunarodnjake natjerao da preuzmu kineska prezimena, a ime vladajuće dinastije iz “Tuoba” promijenio u kineski “Yuan” (元, što znači „osnovna”). Također je potjecao masovno sklapanje brakova između Xianbeija i Han Kineza. God. 494., Xioawen je premjestio prijestolnicu iz Pingchenga (平城, današnji Datong u Shanxiju) u Luoyang, drevnu kinesku prijestolnicu. Nakon samo nekoliko desetljeća, stanovništvo Luoyanga je poraslo na oko pola milijuna stanovnika, a grad je postao slavan po „tisućama” budističkih hramova.
Pod vlašću Sjevernog Weija Sjeverna Kina je prošla kroz niz "intenzivnih društvene i kulturnih promjena". Prije svega se to odnosi na uvođenje budizma koji je tada počeo istiskivati dominanti taoizam, a što se odrazilo i kroz niz vrijednih budističkih spomenika i umjetničkih djela iz tog razdoblja od kojih su najveličanstvenije budistički špiljski hramovi kao što su Mogao špilje kod Dunhuanga (Gansu).
U prvoj polovici 6. stoljeća došlo je do sukoba unutar redova same dinastije gdje je general Gao Huan osvojio vlast na sjeveru države, zadržavši cara Xiaowua samo kao „marionetskog vladara”. Iako ga je Gao učinio carem, Xiaowu je s njime došao u sukob, nastojeći zauzeti svu vlast za sebe. Godine 534. je sklopio savez s generalom Yuwen Taijem. Gao je na to reagirao poslavši vojsku na carsku prijestolnicu Luoyang; Xiaowu je iz nje pobjegao na zapad u Chang'an kod Yuwen Taija. U Luoyangu je Gao Huan za cara postavio Yuan Shanjiana, čime je nastala država Istočni Wei. Xiaowu se, međutim, ubrzo posvađao sa svojim zaštitnikom, zbog čega ga je Yuwen Tai dao otrovati 535. godine. Za Xiaowuovog nasljednika je imenovan njegov mlađi brat Wen kojega kineski povjesničari tradicionalno navode kao prvog cara nove države Zapadni Wei.

## Vladari Dinastije Sjeverni Wei
| Postumno ime ( Shi Hao 諡號) | Prezime                         | Razdoblje vladavine | Prijestolno ime (Nian Hao 年號) i odgovarajuće godine trajanja |
| --- | ------------------------------- | ------------------- | --- |
| Sjeverna dinastija Wei 386. – 535. |                                 |                     | |
| Konvencionalno: Sjeverni Wei + postumno ime |                                 |                     | |
| Carska obitelj je promijenila svoje ime u 元 (yuán) tijekom vladavine cara Xiaowena 496. god., tako da su njihova imena u ovoj tabeli također biti "Yuan" |                                 |                     | |
| Dao Wu Di (道武帝 daò wǔ dì) | Tuoba Gui (拓拔珪 tuò bá guī)   | 386. – 409.         | Dengguo (登國 dēng guó) 386-396 Huangshi (皇始 huáng shǐ) 396. – 398. Tianxing (天興 tiān xīng) 398. – 404. Tianci (天賜 tiān cì) 404. – 409.                                                                                               |
| Ming Yuan Di (明元帝 míng yuán dì) | Tuoba Si (拓拔嗣 tuò bá sì)     | 409. – 423.         | Yongxing (永興 yǒng xīng) 409. – 413. Shenrui (神瑞 shén ruì) 414. – 416. Taichang (泰常 tài cháng) 416. – 423. |
| Tai Wu Di (太武帝 tài wǔ dì) | Tuoba Tao (拓拔燾 tuò bá táo)   | 424. – 452.         | Shiguang (始光 shǐ guāng) 424. – 428. Shenjia (神䴥 shén jiā) 428. – 431. Yanhe (延和 yán hé) 432. – 434. Taiyan (太延 tài yán) 435. – 440. Taipingzhenjun (太平真君 tài píng zhēn jūn) 440. – 451. Zhengping (正平 zhèng píng) 451. – 452. |
| Nan An Wang (南安王 nán ān wáng) | Tuoba Yu (拓拔余 tuò bá yú)     | 452.                | Chengping (承平 chéng píng) 452. |
| Wen Cheng Di (文成帝 wén chéng dì) | Tuoba Jun (拓拔濬 tuò bá jùn)   | 452. – 465.         | Xingan (興安 xīng ān) 452-454 Xingguang (興光 xīng guāng) 454. – 455. Tai'an (太安 tài ān) 455. – 459. Heping (和平 hé píng) 460. – 465. |
| Xian Wen Di (獻文帝 xiàn wén dì) | Tuoba Hong (拓拔弘 tuò bá hóng) | 466. – 471.         | Tian'an (天安 tiān ān) 466. – 467. Huangxing (皇興 huáng xīng) 467. – 471. |
| Xiao Wen Di (孝文帝 xiào wén dì) | Yuan Hong (元宏 yuán hóng)      | 471. – 499.         | Yanxing (延興 yán xīng) 471. – 476. Chengming (承明 chéng míng) 476. Taihe (太和 tìi hé) 477. – 499. |
| Xuan Wu Di (宣武帝 xuān wǔ dì) | Yuan Ke (元恪 yuán kè)          | 499. – 515.         | Jingming (景明 jǐng míng) 500. – 503. Zhengshi (正始 zhèng shǐ) 504. – 508. Yongping (永平 yǒng píng) 508. – 512. Yanchang (延昌 yán chāng) 512. – 515.                                                                                     |
| Xiao Ming Di (孝明帝 xiào míng dì) | Yuan Xu (元詡 yuán xǔ)          | 516. – 528.         | Xiping (熙平 xī píng) 516. – 518. Shengui (神龜 shén guī) 518. – 520. Zhengguang (正光 zhèng guāng) 520. – 525. Xiaochang (孝昌 xiào chāng) 525. – 527. Wutai (武泰 wǔ tài) 528.                                                            |
| Youzhu (幼主 yòu zhǔ) | Yuan Zhao (元釗 yuán xhāo)      | 528.                | Nema |
| Xiao Zhuang Di (孝莊帝 xiào zhuāng dì) | Yuan Ziyou (元子攸 yuán zǐ yōu) | 528. – 530.         | Jianyi (建義 jiàn yì) 528. Yongan (永安 yǒng ān) 528. – 530. |
| Chang Guang Wang (長廣王 cháng guǎng wáng) | Yuan Ye (元曄 yuán yè)          | 530. – 531.         | Jianming (建明 jiàn míng) 530. – 531. |
| Jie Min Di (節閔帝 jié mǐn dì) | Yuan Gong (元恭 yuán gōng)      | 531. – 532.         | Putai (普泰 pǔ tài) 531. – 532. |
| An Ding Wang (安定王 ān dìng wáng) | Yuan Lang (元朗 yuán lǎng)      | 531. – 532.         | Zhongxing (中興 zhōng xīng) 531. – 532. |
| Xiao Wu Di (孝武帝 xiào wǔ dì) or Chu Di (出帝 chū dì) | Yuan Xiu (元脩 yuán xiū)        | 532. – 535.         | Taichang (太昌 tài chāng) 532. Yongxing (永興 yǒng xīng) 532. Yongxi (永熙 yǒng3 xī) 532. – 535. |

## Važni pojedinci
- Yuan Yong, carski princ
- Yuan Cha, službenik na dvoru
- Yang Yin, službenik

## Vanjske poveznice
- History of China:  A good catalogue of info  Arhivirana inačica izvorne stranice od 22. travnja 2017. (Wayback Machine) (engl.)